# Bank of America Tower (Jacksonville)
Bank of America Tower är en 42 våningar hög skyskrapa i Jacksonville, Florida. Byggnaden är med sina 188 meter den högsta i Jacksonville. Byggnaden används som kontor, och färdigställdes 1990. Den är byggd i en postmodernistisk stil. Bank of America Tower har tidigare haft namnen Barnett Center och NationsBank Tower.